# Доња Горица
Доња Горица је дио Љешкопоља која је смјештен између брда Горице, ријеке Ситнице на југозападу, ријеке Мораче на истоку и Доњих Кокота на југу. За вријеме црногорско-туских ратова Доња Горица је била на удару Османлија приликом њихових оржзаних похода на територију подловћенске Црне Горе. 
На почетку Доње Горице, код Коловрата1 906 саграђена је школа, у којој је данас дјечји вртић. На том подручју има неколико локалитета са траговима старих цркви. Доња Горица је некад имала 105 домова са 540 становником, а данас је то велико придградко насеље има око 5000 становника. У њој се налази модерна основна школа Владо Милић, више пословних објеката и салона као и Универзитет Доња Горица